# 施裕
施裕（1439年—？），字克寬，直隸太倉衛人，軍籍，明朝地方官员。進士出身。

## 生平
早年出身國子生，成化四年（1468年）戊子科應天鄉試第一百十六名。成化十一年（1475年）乙未科會試第一百四十二名，殿試登進士第三甲第七十三名。

## 家族
曾祖父施天祥。祖父施道安。父亲施政。曾任巴陵县知县。